# IC 5270
IC 5270 ist eine Balken-Spiralgalaxie mit ausgedehnten Sternentstehungsgebieten vom Hubble-Typ SBc im Sternbild Südlicher Fisch am Südsternhimmel. Sie ist schätzungsweise 89 Millionen Lichtjahre von der Milchstraße entfernt und hat einen Durchmesser von etwa 85.000 Lichtjahren.

Im selben Himmelsareal befinden sich u. a. die Galaxien IC 1459, IC 5264, IC 5269.
Die Typ-Ia-Supernova SN 1993L wurde hier beobachtet.
Das Objekt wurde am 12. August 1896 von Lewis Swift entdeckt.